# Camp Bonifas

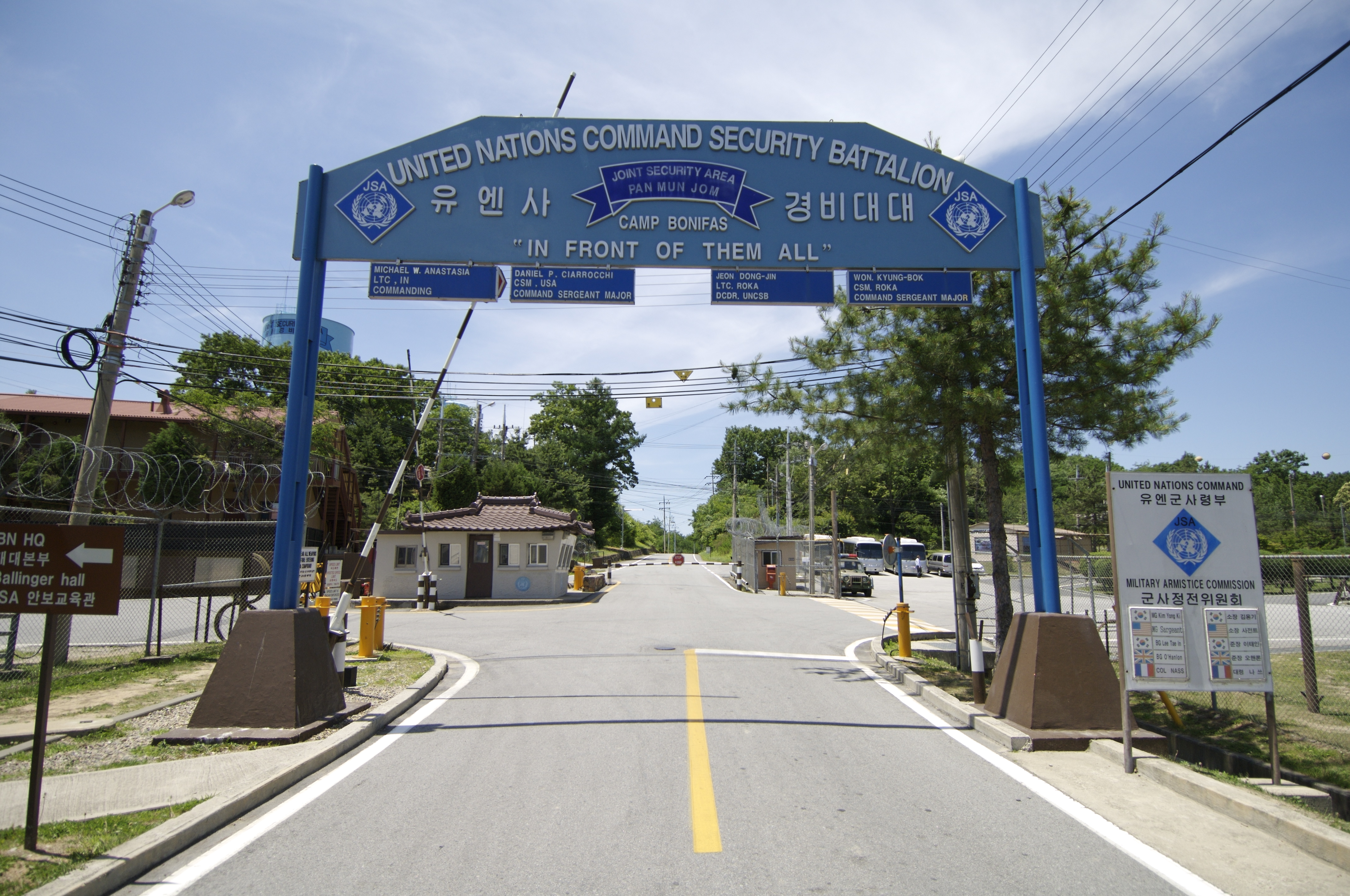
Zona Desmilitarizada Coreana. Portão principal do Camp Bonifas. Vista de sul voltada para norte.

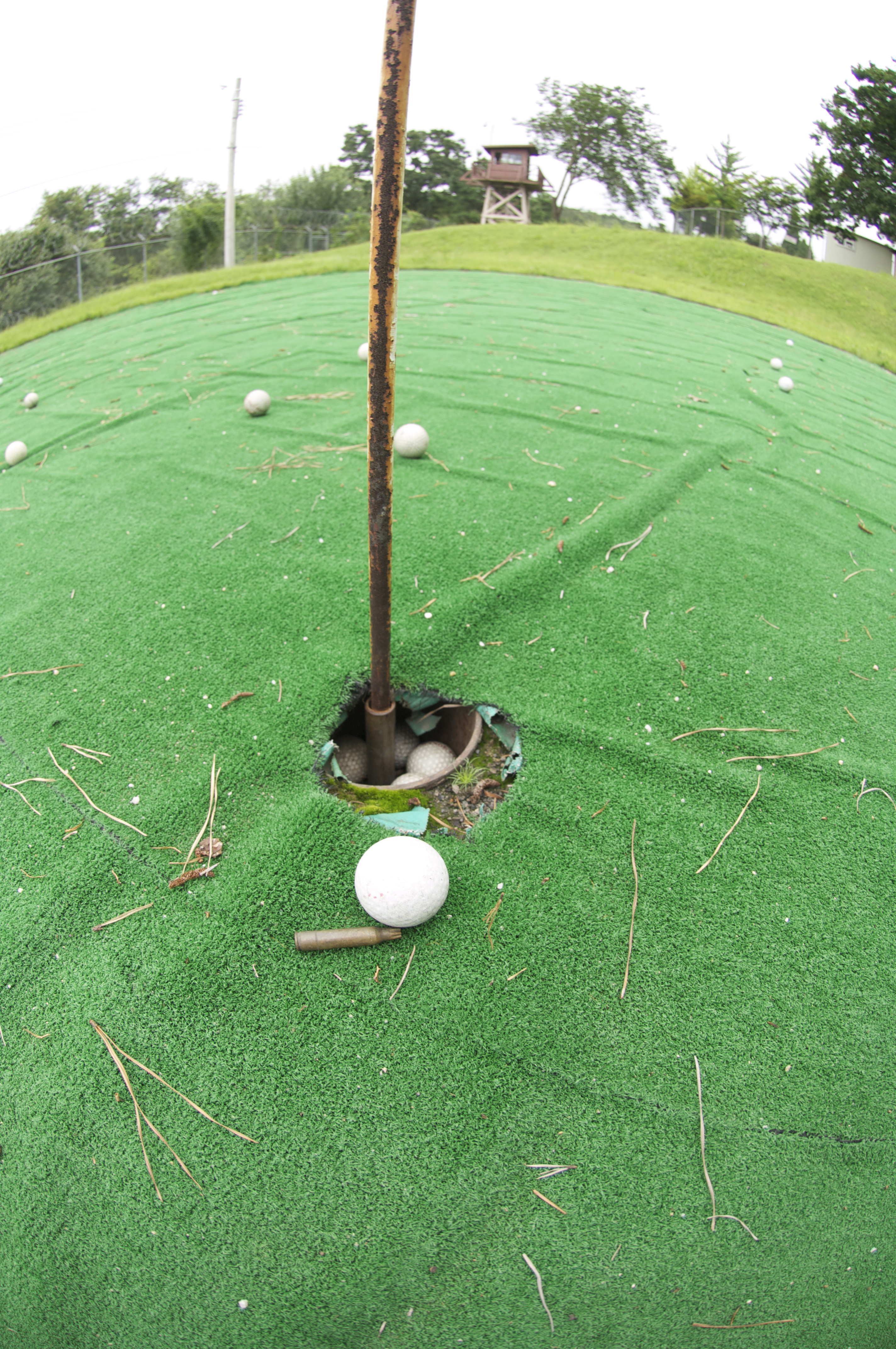
O "campo de golfe mais perigoso do mundo". Camp Bonifas, Zona Desmilitarizada Coreana.

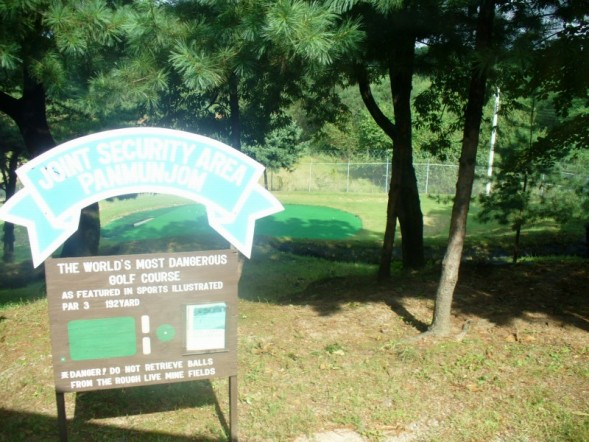
O campo de golfe em Camp Bonifas

Camp Bonifas é um posto militar do Comando das Nações Unidas localizado a 400m a sul do limite do sul da Zona Desmilitarizada da Coreia (DMZ). Está a 2,400m a sul da Linha de Demarcação Militar, que forma a fronteira entre a Coreia do Sul (República da Coreia) e a Coreia do Norte (República Popular Democrática da Coreia). Foi devolvida à República da Coreia em 2006.

## Visão geral
Camp Bonifas é lar da Área de Segurança Conjunta do Batalhão de Segurança do Comando das Nações Unidas (JSA), cuja missão primária é monitorar e aplicar o Acordo de Armistício Coreano de 1953 entre a Coreia do Norte e Sul. Os soldados da República da Coreia e das Forças da Coreia dos Estados Unidos (conhecidos como "escoltas de segurança") conduzem os passeios do Programa de Orientação DMZ do Comando das Nações Unidas na JSA e áreas adjacentes. O posto tem uma loja de presentes que vende souvenires relacionadas ao DMZ E JSA.
O posto, anteriormente conhecido como Camp Kitty Hawk, foi renomeado a 18 de agosto de 1986, em honra do Capitão do Exército dos EUA Arthur G. Bonifas (postumamente promovido a major), que junto com o Primeiro Tente Mark T. Barrett (postumamente promovido a capitão), foram mortos por soldados norte coreanos no "Incidente do machado na Coreia".
Acesso aos Monitores das Nações Neutras (Suécia e Suíça), no Camp Swiss-Swede, foi feito pelo Camp Bonifas.
Existe um "campo de golfe" de par 3 de um buraco no camp que inclui um green AstroTurf e está rodeado em três lados por campos minados. Sports Illustrated chamou-lhe "o buraco mais perigoso do golfe" e existem relatos que pelo menos uma tacada detonou uma bomba.
Kevin Sullivan do The Washington Post relatou em 1998 que Camp Bonifas era "uma pequena coleção de edifícios rodeados por bobinas triplas de arame laminado a apenas 440 metros a sul da DMZ"m que, se não fosse pelas minas e soldados, iria "apenas parecer um grande campo de Boy Scout".